# Elvis Presley (album)
Elvis Presley – debiutancki album nagrany przez Elvisa Presleya, a wydany przez wydawnictwo RCA Victor tylko w wersji monofonicznej o numerze katalogowym LPM 1254 w marcu 1956. Nagrania do płyty miały miejsce 10 i 11 stycznia w studio RCA w Nashville, Tennessee oraz 30 i 31 stycznia w studiach RCA w Nowym Jorku. Dodatkowy materiał muzyczny pochodził z sesji nagraniowej w studio „Sun Studio” w Memphis i powstał 5 lipca, 19 sierpnia, a także 10 września 1954, a następnie 11 lipca 1955.
Płyta uzyskała pozycję numer 1 na liście przebojów magazynu Billboard i spędziła na niej cały rok. W 2003 album został sklasyfikowany na 55. miejscu listy 500 albumów wszech czasów magazynu Rolling Stone. W Stanach Zjednoczonych album uzyskał status platynowej płyty.

## Skład
- Elvis Presley – śpiew, gitara, pianino
- Scotty Moore – gitara
- Chet Atkins – gitara
- Floyd Cramer – pianino
- Shorty Long – pianino
- Marvin Hughes – pianino
- Bill Black – gitara basowa
- D.J. Fontana – perkusja
- Johnny Bernero – perkusja tylko na „Trying to Get to You”
- Gordon Stoker – chórki
- Ben Speer – chórki
- Brock Speer – chórki

## Lista utworów
| Utwór | Data nagrania | Tytuł                                       | Autor                                  | Czas trwania |
| ----- | ------------- | ------------------------------------------- | -------------------------------------- | ------------ |
| 1.    | 30.01.1956    | Blue Suede Shoes                            | Carl Perkins                           | 1:58         |
| 2.    | 11.01.1956    | I’m Counting on You                         | Don Robertson                          | 2:24         |
| 3.    | 10.01.1956    | I Got a Woman                               | Ray Charles and Renald Richard         | 2:23         |
| 4.    | 30.01.1956    | One-Sided Love Affair                       | Bill Campbell                          | 2:09         |
| 5.    | 05.07.1954    | I Love You Because                          | Leon Payne                             | 2:42         |
| 6.    | 10.09.1954    | Just Because                                | Sydney Robin, Bob Shelton, Joe Shelton | 2:32         |
| 7.    | 31.01.1956    | Tutti Frutti                                | Dorothy LaBostrie and Richard Penniman | 1:58         |
| 8.    | 11.07.1955    | Trying to Get to You                        | Rose Marie McCoy and Margie Singleton  | 2:31         |
| 9.    | 31.01.1956    | I’m Gonna Sit Right Down and Cry (Over You) | Howard Biggs and Joe Thomas            | 2:01         |
| 10.   | 10.09.1954    | I’ll Never Let You Go (Lil’ Darlin’)        | Jimmy Wakely                           | 2:24         |
| 11.   | 19.08.1954    | Blue Moon                                   | Richard Rodgers and Lorenz Hart        | 2:31         |
| 12.   | 10.01.1956    | Money Honey                                 | Jesse Stone                            | 2:34         |

## Listy przebojów
Album
| Rok  | Lista                | Pozycja |
| ---- | -------------------- | ------- |
| 1956 | Billboard Albumy Pop | 1       |

Single
| Rok  | Singel             | Lista przebojów       | Pozycja |
| ---- | ------------------ | --------------------- | ------- |
| 1956 | „Blue Suede Shoes" | Billboard Pop Singles | 20      |
| 1956 | „Money Honey"      | Billboard Pop Singles | 76      |

## Sprzedaż
| Organizacja | Poziom          | Data             |
| ----------- | --------------- | ---------------- |
| RIAA – USA  | Platynowa płyta | 1 listopada 1966 |